# ブリュッガー&トーメ GL-06
ブリュッガー&トーメ GL-06はスイスのブリュッガー&トーメ(B&T)社が、開発した40×46mmグレネード弾を使用する擲弾発射器である。

## 概要
ヨーロッパ諸国の警察からの要請で、主に暴動鎮圧用に催涙弾やゴム弾などを発射するグレネードランチャーとして開発された。人間工学に基づいたデザインで、ピストルグリップ、折り畳み式ストックを備える。作動方式は中折れ式単発のダブルアクション。また銃身とフォアエンド部にピカティニーレールを備え、光学照準器やフォアグリップ、フラッシュライト等を装着できる。
同様の中折れ式単発で40×46mmグレネード弾を使用するM79やHK69に比べて軽量になっている。

## バリエーション
GL-06
軍用バージョン。殺傷・非殺傷弾薬双方が使用できる。グリップとストックは黒色。
LL-06
暴徒鎮圧用の非殺傷弾薬使用モデル。グリップとストックは黄色に成形されている。
殺傷弾薬（非殺傷弾薬に比べエネルギーが大きい）を撃っても射手に危険はないが、再使用の前に修理する必要がある。